# Edward M. Davis
Edward Michael Davis (15 novembre 1916 – 12 avril 2006) est chef du Los Angeles Police Department à Los Angeles, aux États-Unis, de 1969 à 1978. Sénateur de l'État de Californie, de 1980 à 1992, il échoue, en tant que candidat du Parti républicain, en 1986, pour le Sénat des États-Unis. Le nom de Davis est familier à une génération d'Américains puisqu'il figurait, en tant que conseiller technique, aux génériques de fin des émissions de télévision Dragnet et Auto-patrouille.

## Source de la traduction
- (en) Cet article est partiellement ou en totalité issu de l’article de Wikipédia en anglais intitulé « Edward M. Davis » (voir la liste des auteurs).